# Pinball (videojuego)
Pinball (ピンボール Pinbōru?) es un videojuego de pinball desarrollado por Nintendo y HAL Laboratory y publicado por Nintendo para Nintendo Entertainment System. Está basado en una unidad Game & Watch del mismo nombre, y fue lanzado por primera vez para Famicom en Japón en 1984. Más tarde fue lanzado como un juego arcade para Nintendo VS. System en Japón y Norteamérica en 1984. En 1985, fue un juego de lanzamiento para Nintendo Entertainment System en Norteamérica.

## Jugabilidad
El jugador controla las paletas de una máquina de pinball virtual. Dos pantallas representan la mesa de pinball tradicional más un modo de bonificación. El jugador lanza una bola con el émbolo desde la primera pantalla (la parte inferior de la mesa de pinball) a través de la parte superior de la pantalla hasta la segunda pantalla. El juego avanza a la primera pantalla si la bola cae por la parte inferior de la pantalla superior y regresa a la pantalla superior si la bola es golpeada hacia atrás a través del espacio en la parte superior de la primera pantalla. El jugador controla los aletas en cualquiera de las pantallas para desviar la bola y evitar que caiga por la parte inferior de la pantalla inferior.
Pinball tiene un modo secundario similar a Breakout, al que el jugador llega golpeando la bola en un agujero de bonificación que lleva al jugador a una etapa de bonificación para controlar a Mario que lleva una plataforma. El objetivo de este modo es rescatar a Pauline, que había debutado con Mario en Donkey Kong (1981). El jugador logra esto haciendo rebotar la pelota en la plataforma de Mario y golpeando varios objetivos, cuya destrucción también otorga puntos. Cuando todos los bloques debajo de ella hayan desaparecido, caerá. Atraparla en la plataforma de Mario otorga puntos de bonificación, pero permitir que golpee el suelo hace que el jugador pierda.

## Relanzamientos
Pinball fue relanzado en NES en 1985, y para el Family Computer Disk System el 30 de mayo de 1989.
El juego es desbloqueable dentro de los juegos de 2001 Dōbutsu no Mori para Nintendo 64 y Animal Crossing para GameCube. Este último se puede jugar en una Game Boy Advance a través de un cable de enlace. En 2002, Pinball fue relanzado para el lector electrónico en Game Boy Advance.
Pinball se lanzó en Virtual Console para Wii el 19 de noviembre de 2006 en Norteamérica, el 2 de diciembre en Japón y el 15 de diciembre en la región PAL, y en Wii U el 24 de octubre de 2013. Se lanzó en Nintendo Switch Online el 26 de mayo de 2022.

## Recepción
El juego Pinball recibió críticas mixtas y positivas. La revista alemana Power Play dijo que, aunque el juego era divertido, no valía su precio en ese momento y pensó que debería ser más barato. La publicación francesa Tilt elogió la velocidad del juego, pero destacó los inconvenientes del juego, como el soporte multijugador limitado y algún que otro fallo en la física. La publicación francesa Tilt elogió la velocidad del juego, pero destacó los inconvenientes del juego, como el soporte multijugador limitado y algún que otro fallo en la física.
En Japón, Game Machine incluyó a VS. Pinball en su número del 1 de octubre de 1984 como la vigésimo cuarta unidad de juegos de mesa de mayor éxito del mes.